# Transimpresión

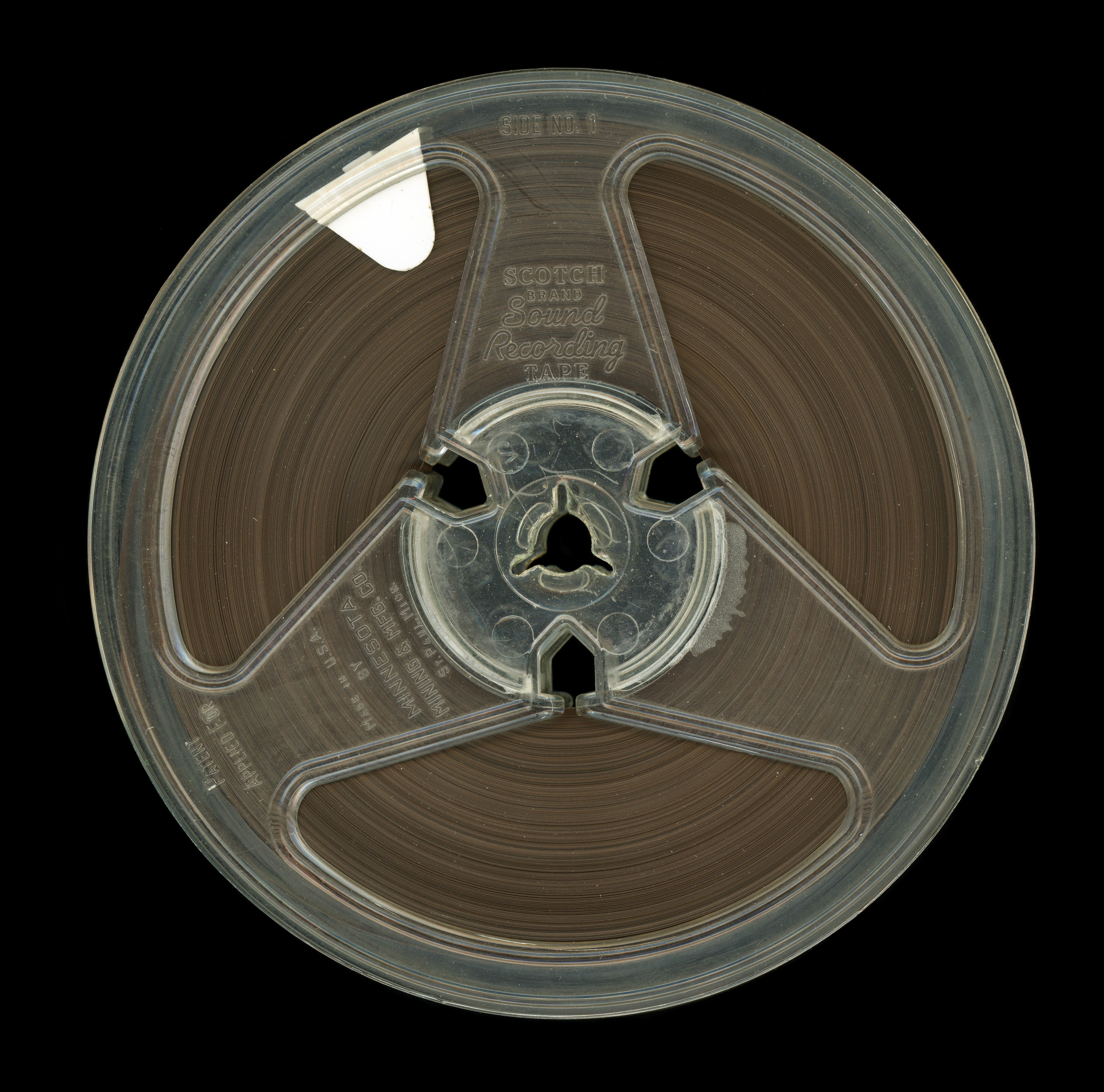
Bobina de cinta magnética

La transimpresión o efecto de transferencia es un fenómeno indeseable que se puede producir en las cintas magnéticas usadas para almacenar información analógica (en particular música), generado por la transferencia por contacto de patrones de señal entre las vueltas consecutivas de una cinta enrollada en una bobina. Es causado por efectos externos que debilitan la estabilidad magnética de las partículas de una cinta, como temperaturas elevadas o fuertes campos magnéticos.

## Explicación
La transimpresión es un tipo de artefacto sónico generado por la magnetización accidental provocada cuando el campo magnético inducido en las partículas de la cinta, es lo suficientemente fuerte como para traspasar los patrones de la señal que contiene a los sectores de la cinta enrollados inmediatamente por encima o por debajo.
La transimpresión directa puede tomar dos formas:
1. Magnetización termorremanente, inducida por la temperatura
2. Magnetización anhistérica, causada por un campo magnético externo

El primero es inestable con el tiempo, y se puede eliminar fácilmente rebobinando la cinta y dejándola reposar para que los patrones formados por el contacto de las capas superior e inferior comiencen a borrarse entre sí y formen nuevos patrones con el posterior reposicionamiento de las capas superior/inferior. Este tipo de transimpresión por contacto comienza inmediatamente después de una grabación y aumenta con el tiempo a un ritmo que depende de la temperatura de las condiciones de almacenamiento.

## Audibilidad

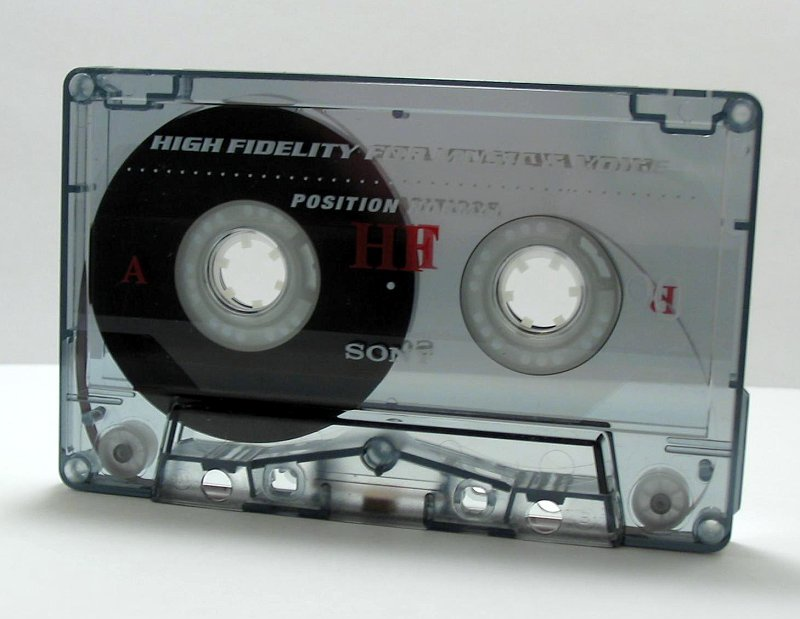
Cinta de casete

La audibilidad del efecto sonoro causado por la transimpresión por contacto depende de varios factores:
1. La cantidad de impresiones asociadas a las condiciones y al tiempo de almacenamiento
2. El grosor de la película base que actúa como barrera magnética (las cintas de casete C-90 delgadas son más susceptibles que las cintas de masterización de estudio, que utilizan una película base cuatro veces más gruesa)
3. La estabilidad de la partícula magnética utilizada en el revestimiento de la cinta
4. La velocidad de la cinta (las longitudes de onda de las impresiones cambian de modo que las velocidades más altas mueven la señal impresa más cerca del rango donde el oído es más sensible); la dinámica del programa musical (pasajes muy silenciosos adyacentes a señales fuertes repentinas pueden dejar oír la señal de impresión transferida desde la señal fuerte); y el sistema de bobinado de la cinta (las casetes, con la capa magnética hacia afuera, suelen presentar "señales de postimpresión",  mientras que las cintas usadas en las grabadoras modernas de carrete abierto, son más proclives a contener "señales de preimpresión", produciendo un eco que precede a un pasaje fuerte.[1]

La velocidad de la cinta es un factor significativo, debido a su influencia en las longitudes de onda registradas. Por ejemplo, la señal de impresión más fuerte en un casete C-60 que funciona a 1,875 ips (pulgadas por segundo) es aproximadamente de 426 Hz (605 Hz para una C-90), mientras que una cinta de carrete abierto grabada a 7,5 ips tendría su señal más alta a 630 Hz si la cinta fuera una cinta profesional con una película base de 1,5 mil (milésimas de pulgada) o a 852 Hz si la cinta fuera una versión para el consumidor con una película base de 1,0 mil de espesor.

## Causas
La causa de la transimpresión se debe a un desequilibrio de las energías térmica y magnética en las partículas magnéticas. Cuando la energía magnética es solo 25 veces mayor que la energía térmica, la partícula se vuelve lo suficientemente inestable como para ser influida por la energía de flujo de la capa de encima o de debajo de la cinta. La cantidad de energía magnética depende de la coercitividad de las partículas, sus formas (las partículas largas y delgadas forman "imanes" más fuertes), la relación entre las partículas con formas ideales y las partículas defectuosas y sus estructuras cristalinas. Las partículas metálicas, aunque son muy pequeñas, tienen valores de coercitividad muy altos y son las más resistentes a los efectos de impresión porque su energía magnética rara vez es alterada por la energía térmica. Las partículas fracturadas por un molido excesivo antes del recubrimiento aumentarán los niveles de transimpresión según su proporción en comparación con las partículas vecinas bien formadas.
Las señales de impresión anhisteréticas son casi tan fuertes como las señales grabadas intencionalmente y son mucho más difíciles de borrar. Este tipo de ruido de impresión es relativamente raro porque los usuarios suelen tener cuidado de no exponer accidentalmente las grabaciones a campos magnéticos fuertes, y la influencia magnética de dichos campos disminuye con la distancia.
Las cintas digitales también pueden verse afectadas por efectos de impresión por contacto en un fenómeno conocido como "desplazamiento de bits" cuando las capas superior o inferior de la cinta hacen que una capa intermedia altere los pulsos registrados para representar la información binaria.

## Grabación de vídeo

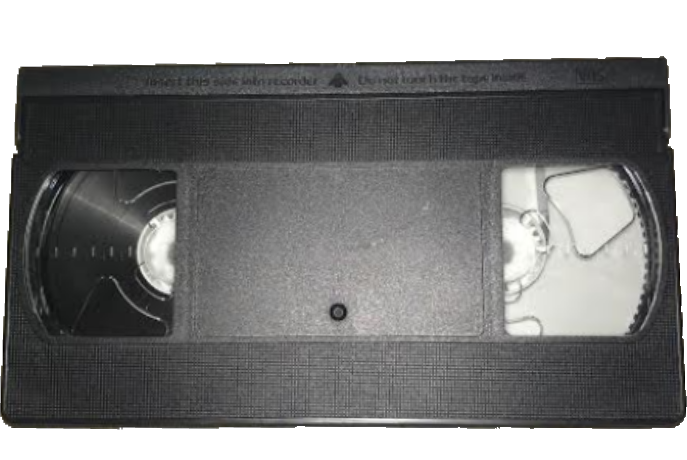
Cinta VHS

Dado que el vídeo analógico se graba mediante modulación de frecuencia de la señal de vídeo, el efecto de captura de FM protege la señal contra este ruido; sin embargo, el audio lineal y (según el formato) las señales de crominancia de un videocasete pueden tener algunos efectos de impresión.
Si bien la impresión directa es una forma de ruido no deseado, la impresión por contacto se utilizó deliberadamente para la grabación de alta velocidad (duplicación) de cintas de video, en lugar de tener que grabar miles de cintas en miles de VCR a la velocidad de reproducción normal o grabar el material de origen repetidamente en tiempo real a grandes carretes de cinta de más de 48 horas de duración para ser insertados en casetes. DuPont, junto con Otari, inventó una forma de duplicación termomagnética ("TMD") mediante la cual una cinta maestra de metal de alta coercitividad se ponía en contacto directo con una cinta de copia (esclava) de dióxido de cromo. La coercitividad de la cinta madre es mayor que la de la cinta de copia, por lo que cuando la cinta de copia se calienta y se pone en contacto con la cinta madre, la cinta de copia obtiene una imagen especular de la señal en la cinta madre sin que la cinta madre pierda su señal. La grabación en la cinta madre era una imagen especular de una señal de video válida. Inmediatamente antes de que la cinta de copia entrara en contacto con la cinta madre, un rayo láser enfocado la calentaba hasta su punto de Curie, en el que su valor de coercitividad cae a valores muy bajos, de modo que recibía una copia casi perfecta de la cinta madre a medida que se enfriaba. La cinta madre se fabricaba usando una grabadora de cinta de video de carrete a carrete especial llamada grabadora maestra espejo, y se mantenía dentro de la máquina en un bucle sin fin. Este sistema podría alcanzar velocidades de reproducción de hasta 300 veces la velocidad de reproducción en modo NTSC VHS SP, 900 veces en modo VHS EP y 428 veces en cintas PAL/SECAM.
Sony desarrolló un sistema conocido como "Sprinter" que utilizaba una cinta maestra madre similar forzada a entrar en estrecho contacto con cualquier cinta de copia en blanco y atravesar un cabezal de transferencia giratorio en el que se utiliza una onda sinusoidal de alta frecuencia de CA débil para transferir la información de forma anhistéresis para copiar la cinta con un mínimo de borrado de la cinta madre en cada pasada. El sistema no usa un láser para calentar la cinta de copia, lo que ahorra consumo de energía. El cabezal de transferencia puede tener una aspiradora para reducir las pérdidas causadas por el polvo. Este sistema se utilizó para duplicar rápidamente cintas VHS a velocidades de hasta 240 veces más rápidas que la velocidad de reproducción para NTSC y 342 veces para señales de video PAL/SECAM sin tener que usar una costosa cinta de dióxido de cromo; la cinta se introducía a una velocidad de 8 metros por segundo. La cinta madre estaba encerrada en un carrete, sino en un bucle sin fin, gracias a un sistema vibratorio de alimentación de cinta horizontal, en el que el borde de la cinta del bucle sin fin se asienta en una mesa que vibra en diagonal utilizando la vibración generada por elementos piezoeléctricos y amplificada mediante oscilación mecánica, lo que hace que la cinta en la mesa se mueva hacia adelante. La cinta de copia se desenrollaba, se grababa utilizando la cinta madre y luego se enrollaba en grandes carretes (llamados "panqueques") que contenían suficiente película para varias cintas VHS. La cinta madre tenía una coercitividad tres veces mayor que la de la cinta VHS normal y se grababa usando un sistema de cinta de video de bobina abierta especial llamada VTR madre espejo, usando un vídeo D-2, cinta de video tipo B o una cinta de tipo C. La grabadora de video tenía una hoja de zafiro para limpiar la superficie de la cinta madre, reduciendo la atenuación causada por el polvo. Las cintas madre del sistema Sprinter experimentaban considerables pérdidas, teniendo que ser reemplazadas después de unos pocos pases. La cinta maestra tenía que ser reemplazada cada 1000 copias. Esta forma de grabación de alta velocidad era muy rentable cuando se grababa en el modo EP (reproducción extralarga) porque era tres veces más rápida que la grabación en el modo SP (reproducción estándar), mientras que la grabación en tiempo real requería la misma cantidad de tiempo, ya que en el Modo EP se usa menos cinta. La grabación de video de alta velocidad de video EP produjo resultados mucho más consistentes que la grabación en tiempo real a la velocidad VHS más lenta. Después de este proceso, las cintas copiadas se bobinaban en las máquinas cargadoras de cintas de video, que enrollaban la cinta en carcasas de casete VHS vacías.